# リイ・ブラケット
リイ・ブラケット（Leigh Douglass Brackett, 1915年12月7日 - 1978年3月18日）は、アメリカ合衆国のSF作家、脚本家。女性である。

## 生涯
カリフォルニア州ロサンゼルスで生まれ育った。1946年12月31日、31歳で同じくSF作家のエドモンド・ハミルトンと結婚。結婚当初はカリフォルニア州サンガブリエルに住んでいたが、間もなくオハイオ州キンズマンに移住。1978年、カリフォルニア州ランカスターで死去。
2005年に、第5回コードウェイナー・スミス再発見賞を贈られた。

## 小説家としての経歴
20代半ばに小説家としてデビューした。デビュー作 "Martian Quest" は『アスタウンディング』誌1940年2月号に掲載された。デビュー後3年間が最も多作な期間だった。中には地球の重商帝国の拡大が異星の土着文化に及ぼす影響を描いた "The Citadel of Lost Ships" (1943) のような社会的テーマの作品もある。
処女長編『非情の裁き』は、レイモンド・チャンドラーの流れを受け継いだハードボイルド小説であり、1944年に出版された。この小説をきっかけとして、大きな脚本の依頼が入ってくることになった。同じころブラケットのSF小説はより野心的なものになっていった。Shadow Over Mars (1944) は初の長編クラスの長いSF小説で、荒削りだが新たな作風の確立を予感させるものだった。その人物造形は1940年代の探偵小説やフィルム・ノワールの影響を強く受けている。後に『恐怖の火星争奪戦』(1951) として単行本化されている。
エドモンド・ハミルトンと結婚した年である1946年、「赤い霧のローレライ」が Planet Stories に掲載された。ブラケットは映画『三つ数えろ』の脚本にとりかかるため、この小説の前半だけを書き、残りをレイ・ブラッドベリに託した。
映画脚本家としての仕事からSF作家に戻ったのは1948年のことである。それ以降1951年まで、これまでよりも長いSF冒険小説を書き始めた。この期間に書かれた作品としては、"The Moon that Vanished"(1948) のような古典的設定のものや長編クラスの長さの Sea-Kings of Mars (1949) がある。後者は後に『リアノンの魔剣』(1953) として単行本化された。水が蒸発する前の海のある火星を鮮やかに描いた作品である。
"Queen of the Martian Catacombs" (1949) には後にブラケット作品によく使われるようになるキャラクターであるエリック・ジョン・スターク (en) が初登場した。スタークは地球出身の孤児で水星の原住民に育てられたが、その育ての親は後に地球人に殺された。彼は地球の役人に救われ、その役人がスタークの師となる。1949年から1951年までスタークは3作品に登場し、いずれも Planet Stories に掲載された（「金星の魔女」もその1作）。
その後ブラケットの作風には哀感が伴うようになり、文明の滅亡を嘆くような内容の作品が多くなった。プロットよりも雰囲気を重視するようになる。このような変化は題名にも現れている（「シャンダコール最期の日々」など）。
1955年夏、ブラケットのSF作品をいつも掲載してくれていた『プラネット・ストーリーズ』誌(Planet Stories) が廃刊となった。同年、『スタートリング・ストーリーズ』誌と『ワンダー・ストーリーズ』誌も廃刊となり、ブラケットのSFを掲載してくれる雑誌がなくなった。このためブラケットのSF作家としての第1期が終焉を迎えた。その後10年間は新作がほとんど出ず、古い短編を長編化して単行本として出版している。この時期の新作長編『長い明日』は評論家から絶賛されている。核戦争後のテクノロジー恐怖症に陥った農耕社会を描いた小説である。
しかし、1955年以降のブラケットの執筆活動の中心は映画およびテレビの脚本となっていた。1963年と1964年には以前のようなSF作品を2作発表している。その後再び約10年のブランクを経て、エリック・ジョン・スタークの登場する3部作が出版された（1974年 - 1976年）。

### 作風
ブラケットの作品の多くはスペースオペラまたは惑星冒険ものに分類される。ブラケットの小説の舞台となるのは1930年代から1950年代のSFによく見られた、架空の要素にあふれた太陽系である。火星はぎりぎり居住可能な砂漠の惑星で、古代には退廃的なヒューマノイドの種族が住んでいた。金星は原始的なジャングル惑星で、強健で原始的な種族と大型爬虫類のモンスターが住んでいる。さらに、そこにファンタジー要素を持ち込んだ作品もある。
火星を舞台にした作品はエドガー・ライス・バローズの影響が顕著だが、火星の描写は大きく異なる。ブラケットの描く火星は惑星間の貿易を行っており、他の惑星と競合している。ブラケットの大きなテーマのひとつは文明と文明の衝突であり、植民地主義が文明に与える影響を描き、批判している。バローズの場合、主人公は自身の信念に従って他の世界を改造しようとする。一方ブラケットの描く主人公は、そのような大きな流れや動きに対して批判的である。

## 脚本家としての経歴
ブラケットはSFの執筆を開始した後、間もなく初の脚本を手がけることになった。ハリウッドの監督ハワード・ホークスはブラケットの長編『非情の裁き』を気に入り、秘書に「このブラケットという男」を呼び寄せさせ、『三つ数えろ』（1946年）の脚本を書いていたウィリアム・フォークナーを手伝わせようとした。このハンフリー・ボガート主演の映画はハードボイルドの傑作とされている。しかし、ブラケットは結婚後しばらく脚本家としての活動をやめている。
1950年代中ごろに脚本家としての活動を再開すると、テレビと映画の両方で活躍するようになった。ハワード・ホークスが再びブラケットを脚本家として雇うようになり、『リオ・ブラボー』(1959)、『ハタリ!』(1962)、『エル・ドラド』(1966)、『リオ・ロボ』(1970)といったジョン・ウェイン主演作品で脚本を手がけた。脚本家デビューが『三つ数えろ』だったことから、ロバート・アルトマンはレイモンド・チャンドラーの『長いお別れ』の再構築をブラケットに依頼し、映画『ロング・グッドバイ』(1973) となった。

### 「帝国の逆襲」
ブラケットは1980年公開の映画『スター・ウォーズ/帝国の逆襲』の脚本を手がけた。この脚本がブラケットの遺作であり、SF映画の脚本もこれが唯一だった。
ただし、『帝国の逆襲』においてブラケットの果たした役割についてはいくつか論争もある。ジョージ・ルーカスが自身のプロットに基づいた脚本を彼女に依頼したことは確かである。そしてブラケットが1978年2月に初稿を書き上げ、彼に渡したことも事実である。しかし、その直後の3月18日、ブラケットは癌で亡くなった。その後ルーカスは脚本を2回練り直したが、親友のスティーヴン・スピルバーグの紹介で、『レイダース/失われたアーク《聖櫃》』の脚本を担当していたローレンス・カスダンに仕上げを依頼した。最終的に『帝国の逆襲』のクレジットには、ブラケットとカスダンが名を連ねることになった。
多くの評者が、『帝国の逆襲』における台詞やスペースオペラ的趣向に、ブラケットの影響の痕跡があるとしている。Laurent Bouzereauは『Star Wars: The Annotated Screenplays』で、ルーカスはブラケットの書いた展開を気に入らず、自身の手で一から書き直したとしている。それでも彼女の名をクレジットしたのは、ブラケットが病身をおして仕事をしたことへの敬意あるいは好意を表したという説や、単に契約上の義務という説もあるが、全ては憶測である。2000年にブラケット作品の短編集『Martian Quest: The Early Brackett』を出版したStephen Haffnerは、ブラケットの脚本を読んだことがあるとし、最終的に完成した映画には全くその痕跡がないと述べている。
このブラケットの初稿はこれまで出版または公表されたことはないが、2箇所で閲覧可能である。1つはニューメキシコ州ポーテイルズにある東ニューメキシコ大学の図書館だが、貸し出しやコピーはできない。もう1つはルーカスフィルム内の書庫である。

## 作品リスト（日本語訳のあるもののみ）

### 長編
- 『文明の仮面をはぐ』（The Big Jump (1955) 、松浦康有訳、元々社、最新科学小説全集19） 1957
- 『地球生まれの銀河人』（The Galactic Breed (1952) 、関口幸男訳、ハヤカワ文庫SF） 1971
- 『長い明日』（The Long Tomorrow (1955) 、久保田八郎訳、ハヤカワSFシリーズ） 1972
- 『恐怖の火星争奪戦』（The Nemesis from Terra (1951)、五味寧訳、久保書店QTブックス） 1976
- 『リアノンの魔剣』（The Sword of Rhiannon (1953) 、那岐大訳、ハヤカワ文庫SF） 1976
- 『非情の裁き』（No Good from a Corpse (1944) 、浅倉久志訳、扶桑社ミステリー） 2003 ※ハードボイルド

### 短編集
- 『赤い霧のローレライ』（青心社文庫） 1991
  - 「赤い霧のローレライ」（Lorelei of the Red Mist (1946)、レイ・ブラッドベリと合作、川村哲郎訳、初訳はS-Fマガジン 1967/7 No.96）
  - 「消滅した月」（The Moon that Vanished (1948) 、関口幸男訳、初訳はS-Fマガジン 1971/12 No.154）
  - 「消えた金星人」（The Vanishing Venusians (1945) 、鎌田三平訳）
  - 「金星の魔女」（Enchantress of Venus (1949) 、鎌田三平訳）

### 短編
- 「栄光への脱出」（Retreat to the Stars (1941) 、宇野輝雄訳、S-Fマガジン 1962/12 No.37）
- 「海賊小惑星」（No Man's Land in Space (1941) 、中上守訳、日本文芸社、中上守編『太陽破壊者』） 1978
- 「シャンダコール最期の日々」（The Last Days of Shandakor (1952) 、野村芳夫訳、別冊・奇想天外『SFのSF大全集』 1979/4 No.7 ）
- 「アステラーの死のベール」（The Veil of Astellar (1944) 、鎌田三平訳、久保書店SFノベルズ13『ルーカン戦争』） 1981
- 「逝きしものの湖」（The Lake of the Gone-Forever (1949) 、小野田和子訳、S-Fマガジン 1999/9X No.520）

### 脚本
- 『三つ数えろ』（The Big Sleep） 1946
- 『リオ・ブラボー』（Rio Bravo） 1959
- 『ハタリ!』（Hatari!） 1962
- 『エル・ドラド』（El Dorado） 1966
- 『リオ・ロボ』（Rio Lobo） 1970
- 『ロング・グッドバイ』（The Long Goodbye） 1973
- 『スター・ウォーズ エピソード5/帝国の逆襲』（Star Wars: Episode V - The Empire Strikes Back） 1980